# Raffaele Cantone
Raffaele Cantone (Napoli, 24 novembre 1963) è un magistrato e saggista italiano, dal 27 marzo 2014 al 23 ottobre 2019 presidente dell'Autorità nazionale anticorruzione. Dal 17 giugno 2020 ricopre la carica di Procuratore della Repubblica a Perugia, a seguito della nomina da parte del CSM.
Vive tutelato dal 1999 e sottoposto a scorta dal 2003 dopo la scoperta del progetto di un attentato ai suoi danni organizzato dal clan dei Casalesi. È stato, per quattro legislature, consulente della Commissione parlamentare antimafia, partecipando anche alla redazione della relazione sulla criminalità organizzata di tipo camorristico in Campania. È presidente onorario del presidio di Libera di Giugliano in Campania (NA), dedicato a Filomena Morlando, vittima innocente di camorra.

## Biografia

### Origini e formazione
Nato a Napoli, cresce a Giugliano in Campania, laureatosi alla facoltà di giurisprudenza presso l'Università degli Studi di Napoli Federico II, con l'intenzione di diventare avvocato. Entrò nella magistratura italiana nel 1991, partecipando a un concorso per 160 posti dietro il consiglio di intraprendere tale carriera fornitogli dallo zio Nicola Giovannone, un maresciallo maggiore della Guardia di Finanza.

### Carriera nella magistratura
È stato sostituto procuratore presso il tribunale di Napoli, dove si è occupato principalmente di criminalità economica, fino al 1999, quando è entrato nella Direzione distrettuale antimafia della Procura di Napoli, di cui ha fatto parte fino al 2007. Assegnato all'area del casertano, si è occupato delle indagini sul clan camorristico dei Casalesi, riferite anche nel noto best seller di Roberto Saviano, Gomorra, riuscendo a ottenere la condanna all'ergastolo dei più importanti capi di quel gruppo fra cui Francesco Schiavone, detto Sandokan, Francesco Bidognetti, detto Cicciotto 'e Mezzanott, Walter Schiavone, detto Walterino, Augusto La Torre, Mario Esposito e numerosi altri. Si è occupato anche delle indagini sulle infiltrazioni nel settore dei rifiuti e delle infiltrazioni dei clan casertani all'estero, in particolare in Scozia, dove è stata individuata una vera e propria filiale del clan La Torre di Mondragone dedita al reinvestimento in attività imprenditoriali e commerciali di proventi illeciti, in Germania, Romania e Ungheria, dove esponenti del clan Schiavone durante la latitanza si erano stabiliti e avevano acquistato beni immobili e imprese. Ha curato il filone di indagini che hanno riguardato gli investimenti del gruppo Zagaria a Parma e Milano facendo condannare per associazione camorristica un importante immobiliarista di Parma.
Dal 2007 ha lavorato presso l'Ufficio del Massimario della Suprema Corte di Cassazione, dove ha coordinato il settore penale. Nel novembre 2013 ha presentato al CSM la richiesta di nomina a procuratore aggiunto presso la Procura del neonato Tribunale Napoli nord, segno evidente della volontà di tornare all'attività inquirente. Nel 2014 al 2019 è stato in aspettativa dalla magistratura a causa dell'incarico di presidente dell'ANAC.

### Incarichi politici

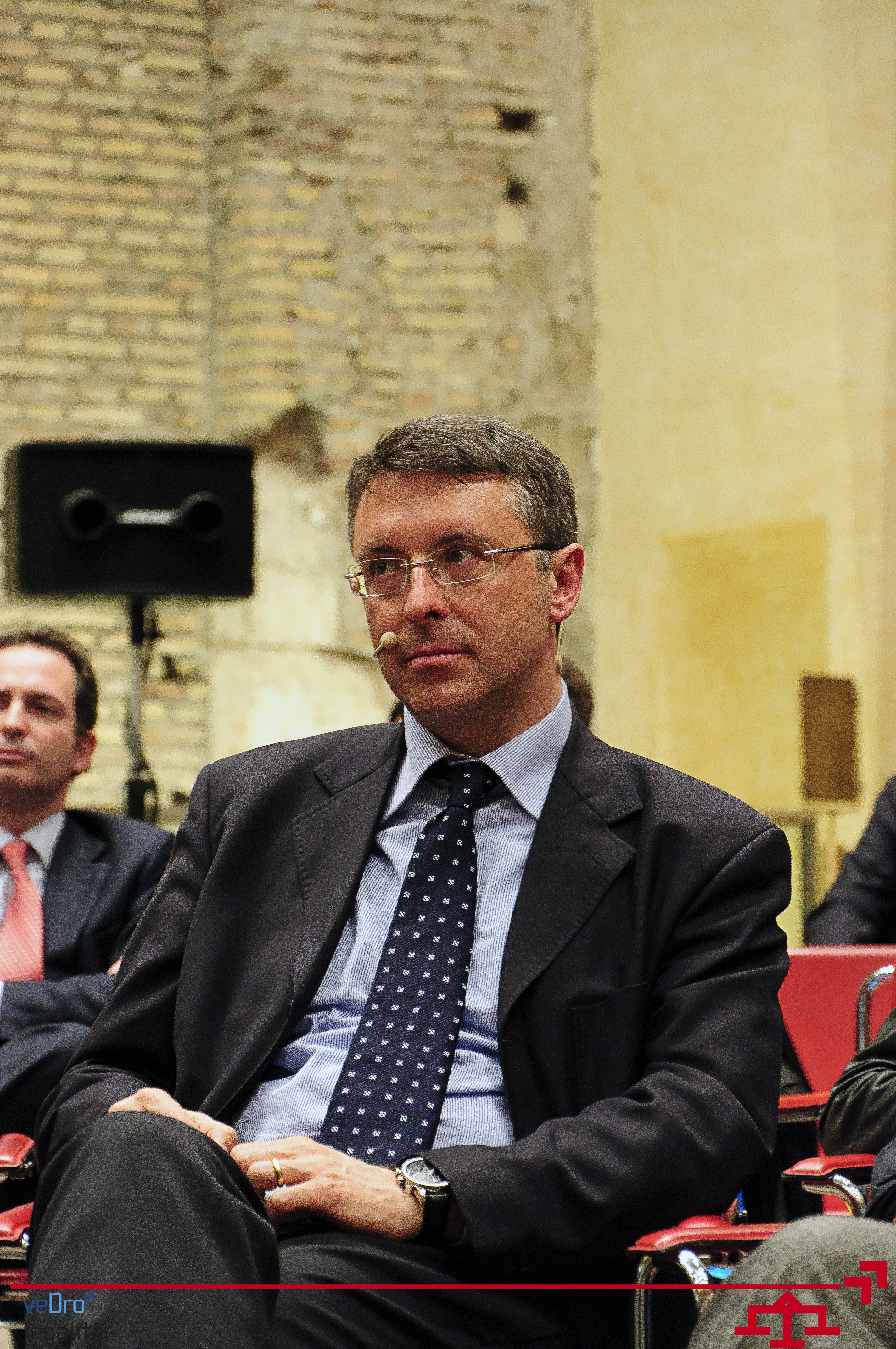
Cantone a VeDrò legalità 2011

A dicembre 2011 viene nominato, dal Ministro per la pubblica amministrazione e la semplificazione Filippo Patroni Griffi, componente della Commissione che elabora le prime proposte anti-corruzione del governo Monti, da cui scaturirà la legge Severino.
Il 24 marzo 2012 gli viene conferita la cittadinanza onoraria del comune di Cortona, e il 15 ottobre dello stesso anno ottiene quella del comune di Agerola. Il 21 marzo 2013, nel corso della "Giornata della memoria e dell'impegno in ricordo delle vittime delle mafie", gli viene conferita la cittadinanza onoraria del comune di Sessa Aurunca.
Il 18 giugno 2013 viene nominato, dal Presidente del Consiglio Enrico Letta, componente della task force per l'elaborazione di proposte in tema di lotta alla criminalità organizzata.
Il 27 marzo 2014 il presidente del Consiglio Matteo Renzi propone Cantone quale presidente dell'Autorità nazionale anticorruzione, nomina confermata dalle commissioni affari costituzionali di Camera e Senato all'unanimità.
Dopo la seconda ondata di arresti per la realizzazione di Expo 2015, il governo ha affidato la sorveglianza degli appalti a un commissario governativo individuato proprio nel presidente dell'ANAC.
Per iniziativa di Cantone viene così inaugurato in via sperimentale l'istituto della “vigilanza collaborativa”, ovvero la verifica preliminare di legittimità delle procedure di gara da parte dell'ANAC, con l'obiettivo di evitare il contenzioso amministrativo e ridurre i rischi di corruzione. Riconosciuta best practice internazionale dall'OCSE, che vi ha dedicato una pubblicazione monografica, il nuovo Codice degli appalti ha istituzionalizzato la “vigilanza collaborativa” dell'Autorità anticorruzione, che per contratti di particolare rilievo può essere richiesta dalle stazioni appaltanti previa stipula di un apposito protocollo di intesa.
Nel 2016 è stato nominato dal Ministro della Giustizia coordinatore del Tavolo tecnico “Mafie, corruzione e pubbliche amministrazioni” nell'ambito degli Stati generali della lotta alle mafie.
Partecipa ai lavori della Consulta internazionale sulla giustizia, la corruzione, il crimine organizzato e le mafie, istituita presso il Dicastero per il Servizio dello Sviluppo Umano Integrale dello Stato del Vaticano.
Ad aprile 2017 viene nominato presidente del collegio arbitrale per l'erogazione, da parte del fondo di solidarietà, di prestazioni in favore degli investitori delle Banche in liquidazione Banca Etruria, Banca delle Marche, Cassa di Risparmio della provincia di Chieti e Cassa di Risparmio di Ferrara.

### Rientro in magistratura
A luglio 2019, in una lettera aperta pubblicata sul sito dell'Autorità nazionale anticorruzione, ha annunciato l'intenzione di rientrare in magistratura "per il manifestarsi di un diverso approccio culturale nei confronti dell'Anac e del suo ruolo".
Il 24 ottobre 2019 rientra ufficialmente all'Ufficio del Massimario della Corte di cassazione, dove prestava servizio prima di assumere la presidenza dell'Anac.
Il 17 giugno 2020, durante la seduta del Consiglio superiore della magistratura con una votazione 12-8, avalla la sua nomina a Procuratore della Repubblica di Perugia. Il successivo 24 giugno, il Ministero della Giustizia autorizza il suo «anticipato possesso» nella sede perugina, dove potrebbe prendere servizio già dal 29 giugno.

## Scritti
È autore di numerosi articoli pubblicati sul quotidiano Il Mattino e di numerose pubblicazioni in materia giuridica. Collabora con riviste giuridiche, quali Cassazione Penale, Rivista Penale, Archivio nuova procedura penale e Gazzetta Forense.
Nel 2008 ha pubblicato per la Mondadori, Solo per giustizia, opera autobiografica in cui ripercorre la sua esperienza di magistrato di prima linea.
Del 2010 è Gattopardi, per la collana Strade blu (Mondadori Editore), come per il precedente scritto diventato in pochi mesi best seller.
Nell'aprile del 2012, per la Collana "Frecce" di Mondadori editore, esce Operazione Penelope; un libro dove Cantone affronta il tema mafie analizzando una risposta a un interrogativo, contenuto nel sottotitolo al testo: "Perché la lotta alla criminalità organizzata e al malaffare rischia di non finire mai". Una tela, quella che nel poema omerico, Penelope realizza e disfa nell'attesa del suo Ulisse, che, sebbene dopo lungo tempo, riuscirà a tornare a Itaca. Eccola, la metafora solo apparentemente pessimista, che Raffaele Cantone prende a modello, analizzando le dinamiche che ruotano intorno alle mafie e alle possibilità di riuscire nell'opera di contrasto a esse.
Con Football Clan, pubblicato con Rizzoli, Raffaele Cantone e Gianluca Di Feo ricostruiscono i rapporti tra mafia e pallone. Ma non è solo un garbato atto d'accusa a un sistema così indulgente con se stesso da chiudere sempre gli occhi davanti a contaminazioni sempre più evidenti. È anche una sorta di breviario, la storia di un fenomeno da non sottovalutare ricostruita con il gusto dell'aneddoto (Marco Imarisio, per il Corriere della Sera).
Del 2017 è La corruzione spuzza, scritto assieme al consigliere di Stato Francesco Caringella. Riprendendo una frase pronunciata da Papa Francesco a Scampia, il libro passa in rassegna, come recita il sottotitolo, “tutti gli effetti sulla nostra vita quotidiana della malattia che rischia di uccidere l'Italia”, dalla sanità all’istruzione, dalla politica agli appalti pubblici. Seguito “ideale” del volume è La corruzione spiegata ai ragazzi che hanno a cuore il futuro del loro Paese (2018), nato dal suggerimento, rivolto da numerosi studenti e docenti nel corso della presentazione nelle scuole del precedente libro, di realizzare un testo che fosse pensato appositamente per i più giovani.
Del 2023 è il libro Corruzione: prevenire e reprimere per una cultura della legalità, scritto per la collana "Piccola biblioteca per un paese normale" della casa editrice Vita e Pensiero; un saggio che offre un quadro completo del fenomeno (definizione, modalità di manifestazione della corruzione, come misurarla, contrastarla e prevenirla), corredato da riferimenti storici, analisi antropologiche e prospettive per il futuro.

## Attività accademica
È stato professore a contratto per la cattedra di diritto penale presso l’Università Federico II di Napoli nell’anno accademico 2003/2004 e per cinque anni, fino al 2009-2010, professore a contratto di diritto penale amministrativo presso l’Università telematica Guglielmo Marconi di Roma.
Nominato nel 2013 docente della Scuola di polizia tributaria per i corsi agli ufficiali e sottufficiali della Guardia di finanza in materia di “legislazione antimafia”, svolge attività didattica presso la Scuola nazionale dell’amministrazione, la Scuola Superiore di Polizia, la Scuola Superiore della Presidenza del Consiglio dei Ministri, l’Istituto tecnico investigativo dell’Arma dei Carabinieri e l’Istituto Alti Studi della Difesa.
Nell’anno accademico 2016/2017 ha tenuto l’insegnamento di “Responsabilità amministrativa e legislazione anticorruzione” presso l’Università di Cassino.
È attualmente professore a contratto - a titolo gratuito - dell’insegnamento di “Legislazione antimafia: profili sostanziali e processuali” presso l’Università Suor Orsola Benincasa di Napoli e dell’insegnamento “Prevenzione della Corruzione e Trasparenza nella Pubblica amministrazione” presso il Dipartimento di Giurisprudenza dell’Università Federico II, sempre a Napoli.

## Opere

### Libri
- Solo per giustizia: vita di un magistrato contro la camorra, Milano, Mondadori, 2008, ISBN 978-88-04-58011-9.
- Il farmacista Mascolo, in La ferita. Racconti per le vittime innocenti di camorra, Napoli, Ad est dell'equatore, 2009, ISBN 978-88-95797-10-6.
- I gattopardi: uomini d'onore e colletti bianchi: la metamorfosi delle mafie nell'Italia di oggi, Milano, Mondadori, 2010, ISBN 978-88-04-60327-6.
- Operazione Penelope: perché la lotta alla criminalità organizzata e al malaffare rischia di non finire mai, Milano, Mondadori, 2010, ISBN 978-88-04-62138-6.
- Football clan: perché il calcio è diventato lo sport più amato dalle mafie, con Gianluca Di Feo, Milano, Rizzoli, 2012, ISBN 978-88-17-05900-8.
- I Casalesi. Nascita ed evoluzione, in Atlante delle mafie, Cosenza, Rubbettino Editore, 2012, ISBN 978-88-498-3424-6.
- Il collega che avrei voluto conoscere, in Dove Eravamo. Vent'anni dopo Capaci e via D'Amelio, Napoli, Caracò Editore, 2012, ISBN 978-88-97567-08-0.
- Il male italiano. Liberarsi dalla corruzione per cambiare il paese, con Gianluca Di Feo, Milano, Rizzoli, 2015, ISBN 978-88-17-07426-1.
- La corruzione spuzza. Tutti gli effetti sulla nostra vita quotidiana della malattia che rischia di uccidere l'Italia, con Francesco Caringella, Milano, Mondadori, 2017, ISBN 9788804673002.
- La corruzione spiegata ai ragazzi che hanno a cuore il futuro del loro paese, con Francesco Caringella, Milano, Mondadori, 2018. ISBN 8804686065; ISBN 9788804686064
- Corruzione e anticorruzione. Dieci lezioni, con Enrico Carloni, Feltrinelli, 2018. EAN 9788807173448
- La coscienza e la legge. Con Vincenzo Paglia, Laterza, 2019. EAN: 9788858135228
- Corruzione: prevenire e reprimere per una cultura della legalità, Vita e Pensiero, Milano 2023. EAN 9788834343524

### Monografie
- 7: I delitti contro l'amministrazione della giustizia e i delitti contro il sentimento religioso e la pietà dei defunti, curatela con Maria Grazia Rosa e Carmelo Sgroi, Milano, Giuffrè, 2000, ISBN 88-14-08232-4.
- Il giusto processo: commento organico alla L. 1 marzo 2001, n.63, Napoli, Edizioni Giuridiche Simone, 2001, ISBN 88-244-9816-7.
- I reati fallimentari, Napoli, Edizioni Giuridiche Simone, 2001, ISBN 88-244-9643-1.
- La prova documentale, Milano, Giuffré, 2004, ISBN 88-14-11234-7.
- La nuova Autorità nazionale anticorruzione, curatèla con Francesco Merloni, Torino, Giappichelli, 2015, ISBN 978-88-7524-231-2.
- Codice dell'anticorruzione e della trasparenza, Maggioli, 2018 (con Francesco Merloni) ISBN 978-88-916-3023-0.

### Prefazioni
- Raffaele Cantone, Associazione per delinquere di stampo mafioso; Voto di scambio; Postfazione, Roma, Castelvecchi Rx in Dizionario enciclopedico delle mafie in Italia, 2013, ISBN 978-88-7615-864-3.
- Baldieri-Franzinelli, Il volto di Gomorra, Milano, Mondadori, 2011, ISBN 978-88-370-8459-2.
- AA VV, Carta straccia. Economia dei diritti sospesi, Napoli, Ad est dell'equatore, 2011, ISBN 978-88-95797-23-6.
- Corrado De Rosa, I medici della camorra, Roma, Castelvecchi editore, 2011, ISBN 978-88-7615-525-3.
- AA VV, La ferita. Racconti per le vittime innocenti di camorra, Napoli, Ad est dell'Equatore, 2009, ISBN 978-88-95797-10-6.
- Fabio Cutolo, Il tesoro di Federico, Flegrea, 2016, ISBN 978-88-941273-1-7.
- Andrea Franzoso, Il disobbediente, PaperFIRST, 2017, ISBN 9788899784188

## Riconoscimenti
- Premio Re Manfredi per la legalità (2018)
- Premio Canova per la letteratura economica e finanziaria (con Francesco Caringella) (2018)[19]
- Premio Cosimo Fanzago (2017)
- Premio Internazionale Carlo Pisacane (2017)
- Premio Sepe (2017)
- Premio Roma (2017)
- Premio Cimitile (2017)
- Premio internazionale per la cultura “Città di Alcamo” (2017)
- Premio 100 Eccellenze Italiane (2016)
- Premio Guido Dorso (2015)
- Premio nazionale don Diana (2015)
- Premio nazionale di giornalismo giudiziario, investigativo e d'inchiesta "Domenico Calabrò" (2014)
- Premio Nazionale per la Cultura della Legalità (2009)
- Premio Recanati Festival (2009)
- Premio Enzo Biagi (2008)